# Макіно Хіроко
Макіно Хіроко (20 серпня 1999) — японська плавчиня. Учасниця Чемпіонату світу з водних видів спорту 2017, де у своєму півфіналі на дистанції 200 метрів батерфляєм посіла 6-те місце і не потрапила до фіналу.